# Peliococcus salviae
Peliococcus salviae är en insektsart som beskrevs av Hadzibejli 1963. Peliococcus salviae ingår i släktet Peliococcus och familjen ullsköldlöss. Inga underarter finns listade i Catalogue of Life.